# Udo Weigelt

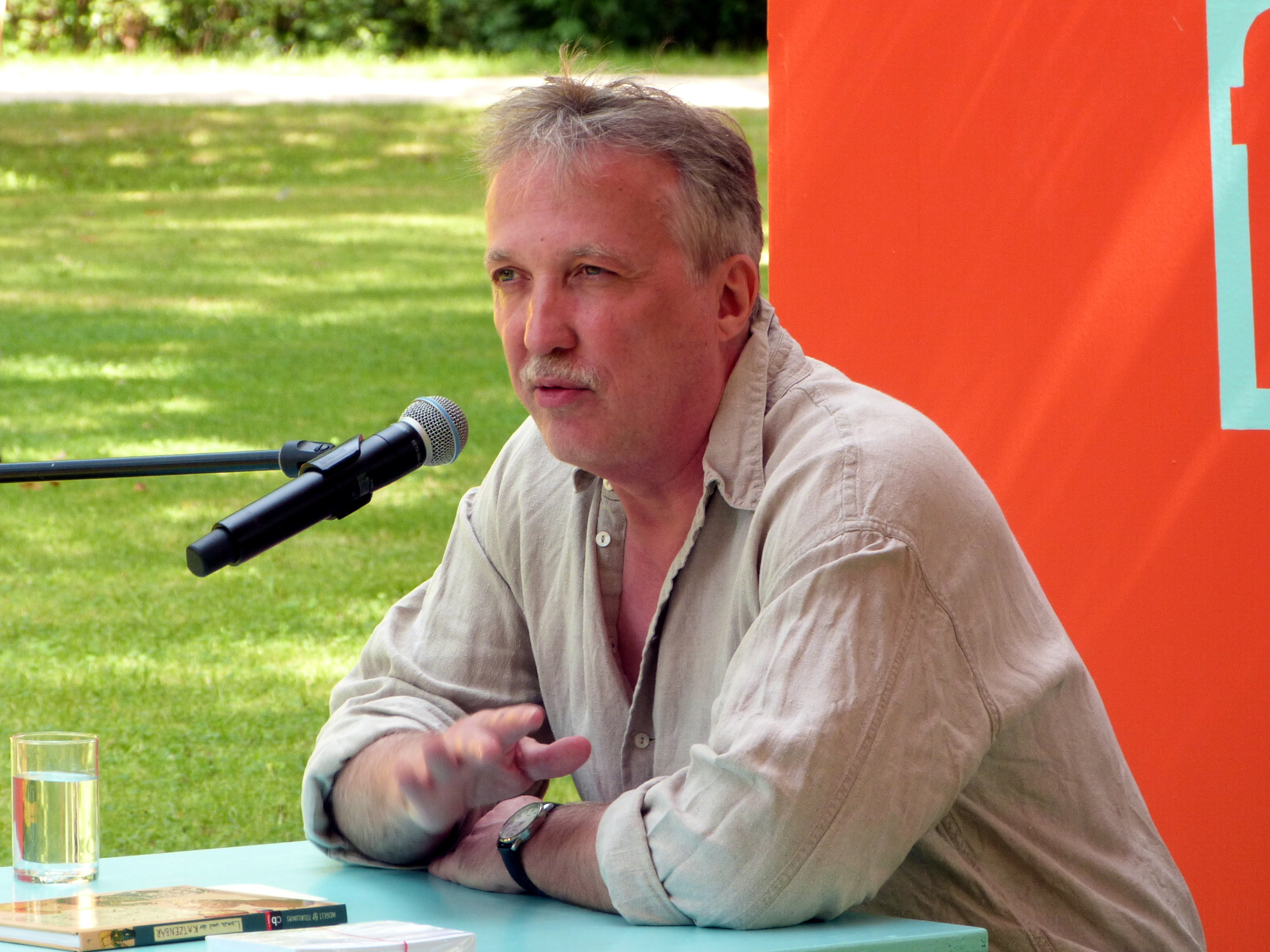
Udo Weigelt liest auf dem Erlanger Poetenfest 2017

Udo Weigelt (* 3. August 1960 in Hamburg) ist ein deutscher Autor mit Schwerpunkt im Kinderbuchbereich.
Er studierte an den Universitäten Kiel und Hamburg Germanistik und Geschichte. Seit 2003 lebt er am Bodensee. Veröffentlichungen seit 1998 in zahlreichen Sprachen, auch unter Pseudonym (.E.T.W. Igel oder auch Moritz Petz).

## Werke (Auswahl)
- Ich bin die stärkste Maus der Welt (1998), Illustration: Nicolas d’Aujord’hui
- Rodolfo kommt (1999), Illustration: Alexander Reichstein
- Wer hat dem Hamster das Gold gestohlen? (2000), Illustration: Julia Gukova
- Die Räuberspatzenbande (2001), Illustration: Julia Gukova
- Marike wird die Geister los (2002), Illustration: Christa Unzner
- Der Biber geht fort (2002), Illustration: Bernadette
- Der alte Bär muss Abschied nehmen (2003), Illustration: Cristina Kadmon
- Maulwurfs Weltreise (2003, unter E.T.W. Igel), Illustration: Jacob Kirchmayr
- Die phantastischen Reisen des kleinen Löwen (2004), Illustration: Julia Gukova
- Monstermädchen Mona (2004), Illustration: Maja Dusíková
- Der Dachs hat heute schlechte Laune (2004, unter Moritz Petz), Illustration: Amélie Jackowski
- Joschis größter Wunsch (2005), Illustration: Pirkko Vainio
- Wundermeerschwein rettet die Welt (2006), Illustration: Nina Spranger
- Wanja und die wilden Tiere (2006), Illustration: Svetlan Junaković
- Immer dieser Bär! (2007), Illustration: Kristina Andres
- Paula leiht sich was (2008), Illustration: Astrid Henn
- Wenn der wilde Wombat kommt (2009), Illustration: Melanie Freund
- Entschuldigung, sagte das Monster (2009), Illustration: Nina Spranger
- Die Königin & ich (2011), Illustration: Cornelia Haas
- Warten auf Frauen (2011, unter Moritz Petz), Zeichnungen von Jana Moskito
- Achtung: Räuber gesucht! (2013), Illustration: Jörg Mühle
- Nachbarn! (2013, unter Moritz Petz), Zeichnungen von Jana Moskito
- Lars und Löwe sausen durchs All (2014), Illustration: Dirk Hennig
- Der Dachs hat heute einfach Pech (2015, unter Moritz Petz), Illustration: Amélie Jackowski
- Der Dachs hat heute schlechte Laune (2015, unter Moritz Petz, zweisprachig im Verlag Edition bi:libri), Illustration Amélie Jackowski
- Das Meer hat keinen Rand, (2015), Illustration: Maria Bogarde
- Luna und der Katzenbär (2016, Die Katzenbär-Reihe, Band 1), Illustration: Joëlle Tourlonias
- Luna und der Katzenbär vertragen sich wieder (2016, Die Katzenbär-Reihe, Band 2), Illustration: Joëlle Tourlonias
- Luna und der Katzenbär – Ein magischer Ausflug (2016, Die Katzenbär-Reihe, Band 3), Illustration: Joëlle Tourlonias
- Luna und der Katzenbär gehen in den Kindergarten (2017, Die Katzenbär-Reihe, Band 4), Illustration: Joëlle Tourlonias
- Luna und der Katzenbär lüften ein Geheimnis (2017, Die Katzenbär-Reihe, Band 5), Illustration: Joëlle Tourlonias
- Der Dachs hat heute Langeweile (2021, unter Moritz Petz), Illustration Amélie Jackowski